# 伊戈尔·阿夫里坎托夫
伊戈尔·伊万诺维奇·阿夫里坎托夫 （1916年10月21日—1969年7月19日）是苏联舰艇核动力设计师与管理者。 

## 生平
1924年至1934年在下诺夫哥罗德读中小学。1934年至1938年在高尔基工学院就读，获得造船与热力工程学位。
1939到1942年斯大林格勒造船厂（246厂）设计局工作。1942年起在高尔基机器制造厂（92厂）工作，历任部门负责人、车间副主任、工具车间主任、副总工程师、试验特种设计局副局长、副总设计师、副总设计师兼副局长。1951年任总设计师。1953年因开发完成浓缩铀气体扩散厂而获得斯大林奖金。1954年任总设计师兼局长至去世。1958年因设计OK-150型反应堆装船下水获得列宁奖金。
主管设计了9种石墨反应堆与5种重水反应堆。主持设计了世界上第一种钠冷快中子动力堆BN-350与BN-600。

## 纪念
1998年以其名字命名了OKBM机器制造试验设计局。
2016年10月21日俄罗斯发行伊戈尔·伊万诺维奇·阿夫里坎托夫诞辰100周年纪念邮票。